# Cathédrale Saint-Raymond-Nonnat de Joliet
La cathédrale Saint-Raymond-Nonnat (Cathedral of St. Raymond Nonnatus) est la cathédrale du diocèse de Joliet aux États-Unis, suffragant de l'archidiocèse de Chicago. Elle est placée sous le vocable de saint Raymond Nonnat (1204-1240), second maître de l'ordre de la Merci. 

## Histoire

### Paroisse Saint-Raymond

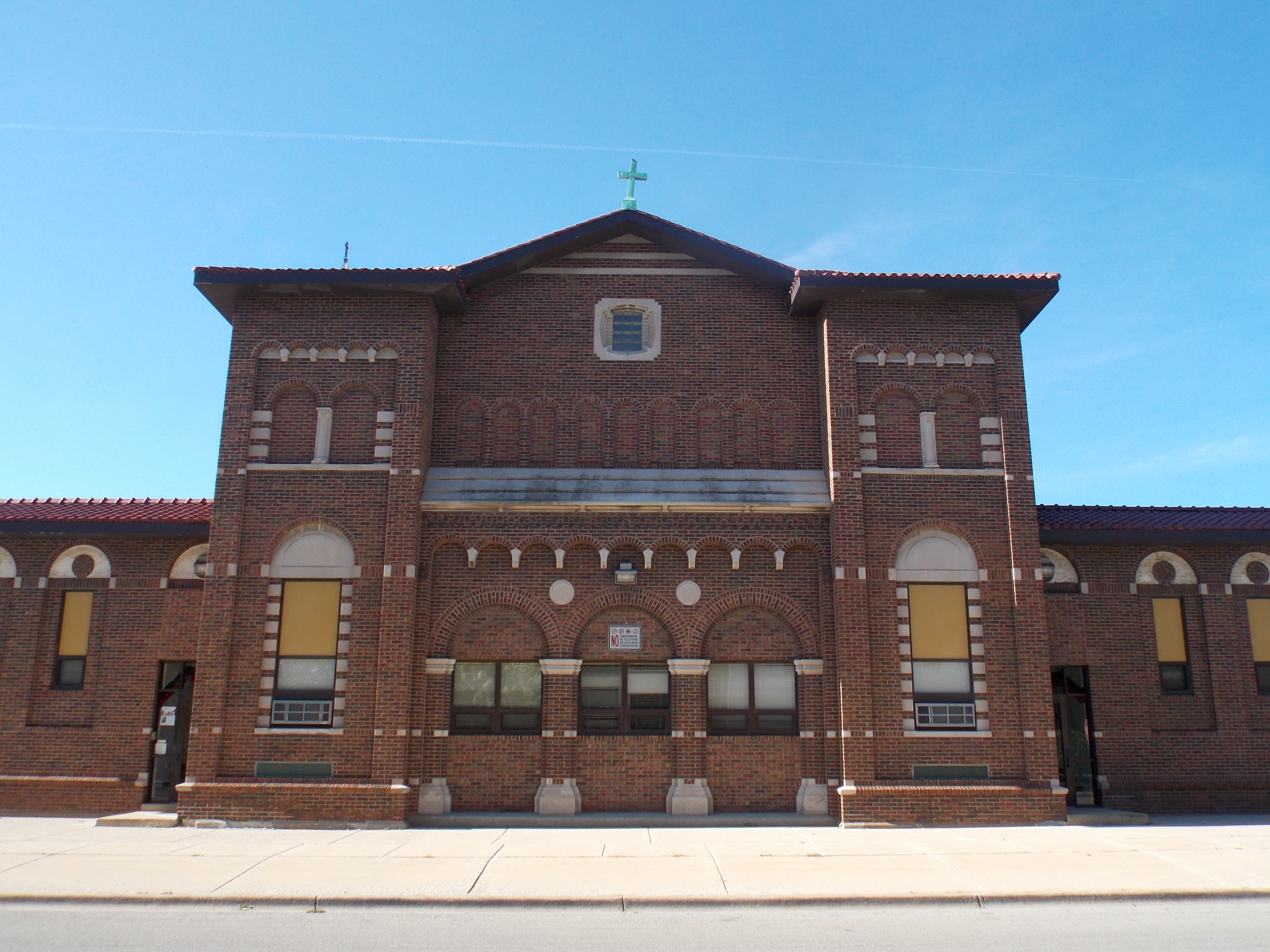
L'église ancienne est devenue aujourd'hui une partie de l'école.

Alors que la ville de Joliet connaît une expansion rapide au début du XXe siècle, l'archevêque de Chicago, Mgr Mundelein, érige la nouvelle paroisse Saint-Raymond le 28 juin 1917. Le lendemain, un des vicaires de la paroisse de la Sainte-Croix de Chicago, l'abbé Francis Scanlan, est nommé premier curé de la nouvelle paroisse. Les offices sont célébrés au début à la chapelle de la maison-mère des Sœurs franciscaines de Marie-Immaculée à Plainfield Road. L'abbé Scanlan réside au presbytère de la paroisse Saint-Patrick de Joliet.  
Un terrain est acquis en novembre 1917 et la première messe est célébrée dans la nouvelle église le 8 décembre 1918, fête de l'Immaculée Conception. L'école  St. Raymond School ouvre ses portes en septembre 1918 avec 178 élèves instruits par les Sœurs de Saint François de Marie-Immaculée. Les effectifs augmentent rapidement si bien que les bâtiments doivent être agrandis à plusieurs reprises dans les décennies suivantes.

### Cathédrale Saint-Raymond
Le diocèse de Joliet est érigé par Pie XII le 11 décembre 1948 et l'église Saint-Raymond est choisie pour en devenir la cathédrale. Mais celle-ci s'avère trop petite, si bien qu'en 1952 commence la construction de la nouvelle cathédrale. Elle est terminée en 1955 pour un coût de $2.4 millions. La première messe est célébrée par Mgr McNamara le 8 décembre 1954, fête de l'Immaculée Conception. Le nouvel autel de marbre face au peuple est installé ainsi que l'ambon en 1973.  
Une restauration d'ampleur intervient à la fin du XXe siècle, au cours de laquelle l'autel est placé plus près des fidèles et les fonts baptismaux dans la nef.

## Recteurs

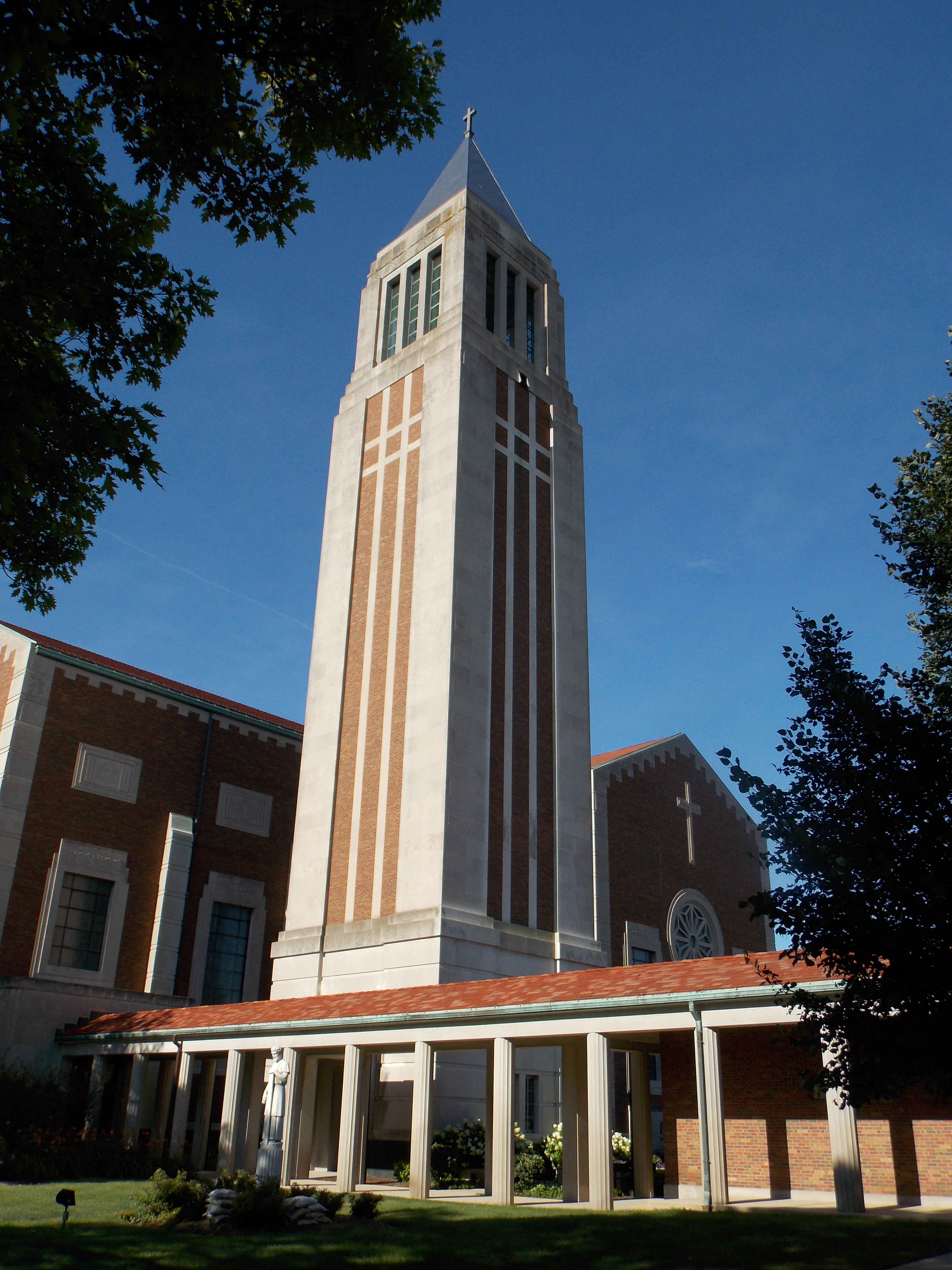
Vue du clocher.

Les recteurs de la cathédrale sont les suivants :  
- Rev. Francis Scanlan (1917–1941)
- Mgr Edwin V. Hoover (1941–1969)
- Rev. Thomas O’Keefe (1969–1985)
- Rev. Roger Kaffer (1985)
- Rev. Stanley Orlikiewicz (1985–2002)
- Rev. Jim Burnett (2002–2008)
- Rev. Brad Baker (2008–2018)
- Rev. William G. Dewan (2018- )